# Purwaraja (Menes)
Purwaraja is een bestuurslaag in het regentschap Pandeglang van de provincie Banten, Indonesië. Purwaraja telt 6877 inwoners (volkstelling 2010).